# Aphetea bicolor
Aphetea bicolor är en insektsart som beskrevs av Goding. Aphetea bicolor ingår i släktet Aphetea och familjen hornstritar.

## Underarter
Arten delas in i följande underarter:
- A. b. strigata
- A. b. notata
- A. b. flava
- A. b. curvata